# Alliance pour le progrès (Pérou)
Alliance pour le progrès (espagnol : Alianza para el Progreso, APP) est un parti politique péruvien fondé le 8 décembre 2001 à Trujillo par César Acuña.

## Historique électoral

### Élection présidentielle
| Année | Candidat            | Voix    | %    | Rang |
| ----- | ------------------- | ------- | ---- | ---- |
| 2006  | Natale Amprimo (es) | 49 332  | 0,40 | 10e  |
| 2021  | César Acuña         | 867 025 | 6,02 | 7e   |

En 2016, le parti a présenté Acuña comme son candidat à la présidentielle, mais le 9 mars, le Jury national des élections l'a interdit de participer aux élections générales pour violation de la loi sur les partis politiques. Le parti détient 15 sièges au Congrès après les élections législatives de 2021.

### Élections législatives
| Année | Votes     | %    | Sièges   | Variation | Position |
| ----- | --------- | ---- | -------- | --------- | -------- |
| 2006  | 248 400   | 2,3  | 0 / 120  | –         | –        |
| 2011  | 1 851 080 | 14,4 | 12 / 130 | 2         | Minorité |
| 2016  | 1 125 682 | 9,2  | 9 / 130  | 7         | Minorité |
| 2020  | 1 178 020 | 8,0  | 22 / 130 | 13        | Minorité |
| 2021  | 867 025   | 6,02 | 15 / 130 | 7         | Minorité |